# Wale
Wale (род. 21 сентября 1984 в Вашингтоне, США) — американский рэпер и автор песен. Настоящие имя и фамилия музыканта англ. Olubowale Victor Akintimehin, а Wale это псевдоним, который произносится как Валей. Сам музыкант предпочитает расшифровывать его как "We Ain't Like Everyone".

## Биография
Wale родился в семье иммигрантов из юго-западной Нигерии, из народа йоруба. В Соединённые Штаты родители Валея приехали из Австрии в 1979 году. Его семья жила в Северо-Западном Вашингтоне до переезда в округ Монтгомери в 1994 году, когда Валею было 10 лет. В 2001 году он окончил среднюю школу "Quince Orchard" в Гейтерсберге. В 2002 году семья Валея переехала в Ларго, округ Принс-Джорджес (штат Мэриленд). Валей учился в Университете Роберта Морриса в пригороде Питтсбурга (штат Пенсильвания) и Университете штата Виргиния (округ Честерфилд), затем перевёлся в Государственный университет Боуи (округ Принс-Джорджес), но бросил его.
Приобрёл известность в 2005 году, когда о нём написал журнал о хип-хопе The Source в своей рубрике "Unsigned Hype", посвящённой MC без контрактов, но с большим потенциалом. В 2006 году в Вашингтоне стала популярной песня Wale «Dig Dug (Shake It)». Валей был локально признан и продолжал записывать музыку для региональной аудитории. В том же 2006 году на него обратил внимание продюсер Марк Ронсон и в 2007 году Wale подписал контракт с Allido Recordsу. Валей выпустил несколько песен и появился в национальных СМИ, включая MTV и различных городских журналов.
В 2008 году Валей подписал контракт с Interscope Records за $1,3 млн, а его дебютный альбом «Дефицит внимания» (англ. Attention Deficit) был выпущен в 2009 году с синглом "Chillin", "Pretty Girls" и "World Tour". Альбом, хотя и под-отправлен, получил положительные отзывы от критиков. В начале 2011 года Валей подписал контракт с Maybach Music Group, лейблом известного хип-хоп-исполнителя Рика Росса, который 23 мая того же 2011 года выпустил сборник "Self Made Vol.1". Второй студийный альбом Валея, Ambition, был выпущен 1 ноября 2011 года. 26 июня 2013 года вышел его третий альбом "The Gifted".
В сентябре 2019 года Wale анонсировал свой новый проект. Рэпер-ветеран объявил о выходе альбома "Wow ... That's Crazy" в своем IG аккаунте и он будет выпущен в формате LP.  Дата выхода шестого студийного альбома запланирована на 11 октября 2019 года.
19 июня 2020 года Wale выпустил EP "The Imperfect Storm". В него вошло 6 треков при участии Eric Bellinger и McClenney. Тематика релиза варьируется от личного опыта рэпера в подростковом возрасте до тем расизма, полицейского насилия и гражданских протестов в США.

## Музыкальный стиль
В интервью Flavorwire, Вале сказал, что включает в свою музыку элементы go-go, подвида фанка, появившегося в Вашингтоне и популярного в 1980-е. Кирилл Кордор из Allmusic описал go-go, как «более сырое, ударно-приводное ответвление диско», который произошёл в Вашингтоне. Ранние синглы Wale, которые были сыграны в первую очередь в Вашингтоне очень похожи на go-go-записи 1990-х. Дэвид Джеффрис из Allmusic, в отзыве на альбом Валея «Дефицит внимания», отметил, что Wale был "пост-Kanye, пост-Lil Wayne, альтернатива хардкор стиль».

## Дискография

### Студийные альбомы
- Attention Deficit (2009)
- Ambition (2011)
- The Gifted (2013)
- The Album About Nothing (2015)
- Shine (2017)

### Мини-альбомы
- It's Complicated (2018)
- Self Promotion (2018)
- Free Lunch (2018)